# أبو إسحاق الطبري
أبو إسحاق إبراهيم بن أحمد بن محمد العدل الطبري. هو من رجال الدين، ورواة الحديث عند الشيعة الإثني عشرية. له كتاب المناقب، وقد ذكر ذلك ابن شهرآشوب المازندراني في معالم العلماء، وآغا بزرك الطهراني في الذريعة. وقد ذكر علي النمازي الشاهرودي في مستدركات علم رجال الحديث أنه من مشايخ ابن جرير الطبري الإمامي، وقد روى عنه في كتاب دلائل الإمامة، كما ذكر أنَّ له كتاباً في مقاتل آل أبي طالب.
ذكر المازندراني في منتهى المقال ما نصّه: ”الظاهر أنّ هذا هو الذي قال فيه ابن أبي الحديد: ذكر أبو الفرج ابن الجوزي في التاريخ في وفاة أبي إسحاق إبراهيم بن أحمد الطبري الفقيه المالكي، قال: كان شيخ الشهود المعدّلين ببغداد، ومتقدّمهم، سمع الحديث الكثير، وكان كريماً، مفضلا على أهل العلم، وعليه قرأ الشريف الرضي القرآن، وهو شاب حدث“. فهو ينقل عن ابن أبي الحديد المعتزلي الذي بدوره ينقل عن ابن الجوزي شيئاً من أحوال أبي إسحاق الطبري، وقد علّق محسن الأمين على وصف الطبري بأنه الفقيه المالكي؛ علق بقوله: ”ينافيه وصفه بالمالكي إلا أن تكون النسبة لغير المذهب“.
وقد احتمل كذلك مهدي بحر العلوم في الفوائد الرجالية كون المقصود بأبي إسحاق الطبري هو القاضي أبو إسحاق إبراهيم بن مخلد بن جعفر، وقد استبعد ذلك تماماً غلام رضا عرفانيان في مشايخ الثقات مؤكداً ان المقصود بأبي إسحاق هو القاضي أبو إسحاق إبراهيم بن أحمد بن محمد الطبري.
وقد ذكر محمد بن الحسن الحر العاملي في أمل الآمل ما نصّه: ”إبراهيم بن أحمد المقري العدل العلوي له كتاب قاله ابن شهرآشوب في معالم العلماء“. وقد احتمل واستظهر محسن الأمين أن المقصود من كلام الحر العاملي هو نفسه أبو إسحاق الطبري، فقال في تعليقه على ذلك: ”يحتمل الاتحاد بل هو الظاهر لعدم ذكر كل منهما غير واحد“.

### كتب
- أعيان الشيعة. محسن الأمين، طبع بيروت - لبنان، تاريخ الطبع مفقود، منشورات دار التعارف.

### إشارات مرجعية
1. ↑  
الطهراني، آغا بزرگ. الذريعة إلى تصانيف الشيعة - ج22. ص. 314. مؤرشف من الأصل في 2020-01-10.
2. ↑  
النمازي الشاهرودي، علي. مستدركات علم رجال الحديث - ج1. ص. 116. مؤرشف من الأصل في 2019-12-08.
3. ↑  
المازندراني، محمد بن إسماعيل. منتهى المقال في أحوال الرجال - ج1. ص. 154. مؤرشف من الأصل في 2015-01-15.
4. 1 2  
الأمين، محسن. أعيان الشيعة - ج2. ص. 110. مؤرشف من الأصل في 2019-12-08.
5. ↑  
عرفانيان، غلام رضا. مشايخ الثقات. ص. 37. مؤرشف من الأصل في 2019-02-15.
6. ↑  
الحر العاملي، محمد بن الحسن. أمل الآمل في تراجم علماء جبل عامل - ج2. ص. 7. مؤرشف من الأصل في 2019-12-08.